# Итальянская республиканская партия
Итальянская республиканская партия (итал. Partito Repubblicano Italiano, PRI) — либеральная политическая партия в Италии, старейшая в стране. Создана в конце XIX века на базе республиканского крыла радикально-либеральной партии «Крайне левая», чья идеология была выдержана в духе антиклерикальных, демократических и республиканских взглядов таких деятелей итальянского Рисорджименто, как Джузеппе Мадзини и Джузеппе Гарибальди. Изначально созданная как левая, прогрессистская и социал-либеральная, ориентирующаяся на рабочий класс, во второй половине XX века партия сместилась вправо, став центристской, либеральной и либерально-демократической, а её основными избирателями стали представители среднего класса.
С 1976 по 2010 год была членом партии Альянс либералов и демократов за Европу.

## История

### Возникновение итальянского республиканизма
Идеология Итальянской республиканской партии возникла в эпоху движения за освобождение и объединение Италии. Она базировалась на идеях видных деятелей Рисорджименто Джузеппе Мадзини, Карло Каттанео, Карло Пизакане и Аурелио Саффи.
Предшественником партии стала политическая ассоциация «Молодая Италия», основанная Джузеппе Мадзини в Марселе в июле 1831 года. Целью организации было создание вместо раздробленной, частично захваченной иностранными государствами Италии свободной и независимой Итальянской республики. 5 мая 1848 года Мадзини на базе «Молодой Италии», так и не сумевшей заручиться поддержкой народных масс, создаёт Итальянскую национальную ассоциацию (итал. Associazione Nazionale Italiana), в 1853 году преобразованную в Партию действия (итал. Partito d'Azione). Новая партия представляла демократически-республиканское крыло движения за объединение Италии. В отличие от умеренных, объединившихся вокруг Савойской династии и премьер-министра Сардинского королевства Камилло Бенсо ди Кавура, республиканцы выступали против так называемой «пьемонтизации» Италии, то есть объединения страны вокруг Сардинии (называвшимся также, по его центральной области Пьемонт—Сардиния или Сардиния—Пьемонт). Также республиканцы отстаивали установление республиканского строя, введения всеобщего избирательного права и необходимость защиты прав женщин и трудящихся.
После того, как объединение Италии было завершено под эгидой Пьемонта, сардинская конституция стала итальянской конституцией, а во главе Итальянского королевства стали король Сардинии Виктор Эммануил II и правые политики, такие как Кавур, ориентированных на построение унитарного государства во главе с монархом и ограничением прав женщин, рабочих и бедной части крестьянства. Таким образом республиканцы оказались на обочине политической жизни.
Важными моментами в процессе формирования республиканского движения в Италии стали основание в 1860 году мадзинистом Маурицио Квадрио газеты «Итальянское единство» (итал. L'Unità Italiana), ставшей фактически органом республиканцев, и учредительный съезд Федерации итальянских демократических движений (итал. Federazione dei Movimenti Democratici Italiani) в апреле 1866 года. В то время республиканское движение делилось на три основных течения: «парламентаристов» во главе с будущим радикалом Агостино Бертани, считавших необходимым участие в выборах; «непримиримых», выступавших против любого компромисса с Савойской династией из-за экономической и социальной политики нового государства; сторонники Джузеппе Мадзини, готового идти на компромисс ради завершения объединения Италии. Во главе Федерации стал триумвират, в который вошли Маурицио Квадрио, Джузеппе Маркора и Винченцо Бруско Оннис, взявший курс на отчуждение от политической жизни нового государства и отказа от участия республиканцев в выборах в ближайшее десятилетие. После провала попытки добровольцев Гарибальди захватить Папскую область осенью 1867 года разочарованный Мадзини распустил Партию действия и поддержал «непримиримых».
Отказавшись от участия в выборах республиканцы в то же время не бездействовали, занявшись организацией рабочего движения (рабочих ассоциаций, взаимных обществ, кооперативов, народных школ). В 1871 году Мадзини основал в Риме организацию «Братский пакт рабочих обществ» (итал. Patto di fratellanza fra le società operaie), которая должна была объединить рабочие общества взаимопомощи. В том же году среди итальянских республиканцев произошёл раскол по вопросу сотрудничества с Международным товариществом трудящихся. В то время как мадзинисты были против классовой борьбы, полагая, что социальные проблемы можно решить через национальную солидарность, Гарибальди, поддержав марксистов, порвал с Мадзини.
Смерть Мадзини в 1872 году и разногласия с марксистами поставили республиканцев в трудное положение. Их влияние в то время было ограничено несколькими провинциями Северной и Центральной Италии: Романья, Умбрия, Марке, Лацио и побережье Тосканы, которые так и останутся оплотами республиканцев.
В начале 1870-х годов в итальянском республиканском движении можно выделить по крайней мере четыре течения: так называемые «чистые мадзинисты», выступавшие против участия в выборах; группа Альберто Марио, также занимавшие антипарламентскую позицию, но считавшие возможным вести политическую борьбу в условиях монархии; последователи Гарибальди, сочувствовавшие идеям социалистов и интернационалистов, отличавшиеся сильным антиклерикализмом; радикалы Агостино Бертани, считавшие необходимым конституционные демократические реформы, для чего было необходимо участие в выборах. Заметной фигурой в это время был Аурелио Саффи, выступавший за отказ от парламентской деятельности в пользу муниципализации политической жизни.

### Зарождение Республиканской партии
2 августа 1874 года на вилле Руффи в Римини полиция арестовав двадцать восемь участников совещания республиканцев, в том числе Аурелио Саффи и Алессандро Фортиса (в будущем Председателя Совета министров). Этот эпизод сыграл на руку антипарламентаристам из числа республиканцев. В результате на XIV съезде «Братского пакта рабочих обществ» в Генуе 24—26 сентября 1876 года был подтверждён отказ от парламентской борьбы. Радикалы во главе с Бертани и умеренные республиканцы Джованни Бовио проигнорировали это решение и в ноябре того же года приняли участие в парламентских выборах в составе либеральной партии «Левая». 26 мая 1877 года была основана радикально-либеральная парламентская группа под названием «Крайне левая», положив начало созданию Итальянской радикальной партии. Социальный состав новой партии был неоднороден, она объединяла как представителей мелкой буржуазии, как Джованни Бовио, Арканджело Гислери и Наполеоне Колаянни, так и рабочих, например Валентино Армиротти.
В досрочных парламентских выборах 14 мая 1880 года «Крайне левая» участвовала самостоятельно и смогла провести в Палату депутатов 20 своих представителей. В парламенте XIV созыва крайне левым удалось добиться избирательной реформы, которая увеличила количество избирателей почти в четыре раза, с 662 000 до 2 600 000. Во многом благодаря этому на выборах 1882 года крайне левые смогли увеличить своё представительство в Палате депутатов до сорока человек.
В августе 1883 года в Болонье крайне левые создают партию «Луч демократии» (итал. Partito della democrazia), которая должна была объединить крайне левые по меркам того времени силы. Во главе партии стоял Центральный комитет из трёх членов, представлявщих её основные течения: Джованни Бовио от республиканцев, Андреа Коста от социалистов и Феличе Каваллотти, сменивший во главе радикалов постаревшего Бертани. Однако из-за разногласий между фракциями «Луч демократии» до 1892 года фактически оставался парламентской группой, позже превратившись в избирательную коалицию. Крайне левые в 1880-х были в оппозиции лидерам «Левой» Агостино Депретису и сменившему его во главе Совета министров Франческо Криспи. Депретису ставили в вину его правый крен, а Криспи авторитарные методы управления. В отличие от властей республиканцы своими главными задачами видели развитие светского образования, решение аграрного вопроса и улучшение социального законодательства, выступая против колонизации Эритреи и Тройственного союза, созданного в 1882 году Германией, Австро-Венгрией и Италией против Франции и России.
Итальянская республиканская партия как организованная политическая сила с постоянной структурой была официально образована на съезде в Болонье 12 апреля 1895 года. Первым национальным секретарём партии стал Джузеппе Гауденци, в том же году основавший газету «Мысль романьоло» (итал. Il Pensiero Romagnolo), ставшую официальным печатным органом партии. Создав свою партию, республиканцы по прежнему сотрудничали с союзниками по «Крайне левой»: социалистами, создавшими свою партию в 1892 году, и радикалами, образовавшими партию в 1904 году. Вместе эти партии не раз побеждали на местных выборах в крупных городах, например, в Милане, Флоренции и Риме. Отказ от участия в либеральных правительствах демократов эпохи Джованни Джолитти, однако, не помешал республиканцам добиваться исполнения своих программных заявлений, в частности бороться с монополиями и содействовать развитию Южной Италии.
На выборах 1897 избирательная коалиция радикалов, республиканцев и социалистов смогла провести в Палату депутатов восемьдесят два своих представителя. Сразу после выборов двадцать два депутата от «Крайне левой», среди них Джованни Бовио, Наполеоне Колаянни, Маттео Ренато Имбриани, Сальваторе Барзилай и Эдоардо Пантано, сформировали Республиканскую парламентскую группу. Позднее к группе присоединились ещё три депутата. 17 мая 1897 года в Домокосе, во время сражения Первой греко-турецкой войны погибает депутат-республиканец Антонио Фратти, воевавший на стороне греков против Османской империи в составе добровольческого контингента Риччотти Гарибальди.

### Начало XX века
Являясь противниками милитаризма, империализма и колониализма республиканцы, как и их союзники радикалы и социалисты, негативно относились к построению Итальянской колониальной империи. Так, в 1911 году молодой республиканец и пацифист Пьетро Ненни и социалист Бенито Муссолини оказались в тюрьме за участие в акциях протеста против Итало-турецкой войны. Позже, 7 июня 1914 года всё тот же Ненни, уже ставший секретарём Палаты труда Форли, организовал вместе с анархистом Эррико Малатеста антивоенную акцию в Анконе. Полиция жестоко разогнала протестующих, убив двоих из них. Действия полиции спровоцировали серию забастовок и волнений в Италии (так называемая «Красная неделя»).
С началом Первой мировой войны республиканцы, несмотря на довольно сильные пацифистские настроения среди своих членов и сторонников, выступили за союз со странами Антанты, рассматривая Францию как родину прав человека, и испытывая традиционное недоверие к авторитарно-реакционным Центральным державам, особенно к Австро-Венгрии, по прежнему удерживавшей контроль над Тренто и Триестом. В 1915—1917 годах лидеры республиканцев Сальваторе Барзилай и Убальдо Командини входили в правительства национального единства Антонио Саландра и Паоло Боселли.
После окончания войны республиканцы на конференции во Флоренции в 1918 году пытались создать альянс с другими левыми партиями, но попытка не удалась, так как социалисты в то время находился под сильным влиянием своего «максималистского» (радикального) крыла. В 1921 году часть левых республиканцев, в том числе Пьетро Ненни переходят в Социалистическую партию.

### Борьба с фашизмом
В 1922 году к власти в Италии пришла Национальная фашистская партия Бенито Муссолини. Республиканцы с самого начала встали в оппозицию к фашистскому правительству. В том же году группа республиканцев, в том числе Джованни Конти, Раффаэле Россетти, Фернандо Скиаветти, Марио Анджелони и Чино Макрелли, основал в Риме антифашистское движение «Свободная Италия» (итал. l'Italia libera), секретарём которой стал молодой республиканец Рандольфо Паччиарди. Установление в Италии фашистского режима привело к краху все итальянские левые партии, в том числе Республиканской, которая была запрещена в 1926 году.
Многие члены Республиканской партии были арестованы или сосланы за участие в антифашистском движении, многим пришлось бежать из Италии. Депутаты Альфредо Мореа и Киприано Факкинетти за участие в Авентинском блоке лишились мандатов и покинули страну под угрозой ареста. В 1925—1926 году уехали, спасаясь от преследований со стороны фашистов, Гвидо Бергамо, Еудженио Кьеза, Джузеппе Кьостерджи, Фернандо Скиаветти, Раффаэле Россетти, Эджидио Реале и Рандольфо Паччиарди. Джованни Конти в 1926 году попал под надзор тайной полиции, был вычеркнут из реестра адвокатов и несколько раз помещался в тюрьму. Республиканцы, не покинувшие страну, такие как Оронцо Реале, Федерико Командини, Баттиста Бардандзеллу, Джулио Андреа Беллони, были включены в список «подрывных элементов» Центрального политического управления и находились под тщательным контролем.
1 января 1927 года Республиканская партия объявла о переносе своего национального секретариата в Париж. В том же году Паччиарди основал секцию республиканцев в Лугано (Швейцария), ставшую главным связующим звеном между членами партии в изгнании и в Италии. В том же году Республиканская партия присоединилась к «Антифашистскому сообществу» (итал. Concentrazione antifascista), созданному итальянскими политэмигрантами во Франции. Многие члены партии, в том числе Раффаэле Россетти, вошли в либерально-социалистическое движение «Справедливость и свобода» (итал. Giustizia e Libertà), основанное Карло Росселли в Париже в августе 1929 года с целью объединить антифашистов из некоммунистических партий. В августе 1930 года Россетти, уже исключённый из «Справедливости и свободы», и Факкинетти создают нелегальную организацию «Молодая Италия». В 1932 году на IV съезде партии в Сен-Луи Россетти выступил против участия в «Антифашистском сообществе», в которое входила и «Справедливость и свобода». Его позицию поддержало большинство и Россетти был избран политическим секретарём. Впрочем уже через год на V съезде в Париже победили сторонники сотрудничества с «Антифашистским сообществом» и политическим секретарём стал Паччиарди.
После начала Гражданской войны в Испании Паччиарди предложил создать корпус добровольцев в защиту Испанской республики в её борьбе против Франсиско Франко, союзника фашистского режима Италии. Воевать в Испанию отправились многие республиканцы, воодушевлённые лозунгом «Сегодня в Испании, завтра в Италии». Среди них были сам Паччиарди, ставший во главе Гарибальдийского батальона; Марио Анджелони, погибший 28 августа 1936 года в битве при Монте Пелато; Этруско Бенци, затем интернированный во французском Аржеле-сюр-Мер; Джорджо Браччаларге, командир штурмового взвода Гарибальдийского батальона; Иларио Табарри, позднее командир 8-й Гарибальдийской бригады «Романья». Летом 1937 года Паччиарди из-за разногласий с коммунистами покинул Испанию.
4 декабря 1937 года Паччиарди и Альберто Тарчиани, журналист и один из основателей «Свободы и справедливости», основали в Париже журнал «Молодая Италия», ставший внепартийным органом антифашистских сил. Накануне Второй мировой войны французское правительство предложило Паччиарди создать Итальянский национальный комитет, с целью объединить итальянских антифашистов в защиту Франции, но не против других итальянцев. В 1940 году капитуляция Франции и последовавшие за ним немецкая оккупация и установление прогитлеровского режима Виши, поставили в трудное положение многочисленных беженцов-республиканцев. Многие из них, в том числе Паччиарди, вынуждены были вновь эмигрировать, другим пришлось скрываться, опасаясь ареста. Так, Факкинетти в 1943 году был арестован немцами в Марселе и депортирован в Рим, где оказался в тюрьме.
4 июня 1942 года Федерико Командини в Риме создал либерально-социалистическую Партию действия (итал. Partito d'Azione, PdA), названную так в честь движения, основанного в 1853 году Мадзини. В новую партию вошли члены и сторонники разных партий, в том числе и республиканцы Оронцо Реале, Джулио Андреа Беллони, Ферруччо Парри, Уго Ла Мальфа и Бруно Висентини. 25 июля 1943 года в Риме Конти возобновил издание партийного органа La Voce Repubblicana, заявив о восстановлении Республиканской партии в Италии. 9—10 октября того же года в Портсмуте состоялся съезд Республиканской партии в изгнании, а 5 декабря в Милане прошёл подпольной Конгресс Верхней Италии. Появление сразу нескольких республиканских центров затрудняло и без того сложную взаимосвязь между членами партии в Италии и за рубежом.
Республиканцы не принимали участия в работе Комитета национального освобождения (итал. Comitato di Liberazione Nazionale, CLN), так как не хотели сотрудничать с монархистами, в своё время поддержавших фашистов. В то же время республиканцы сотрудничали с местными комитетами освобождения. В 1943—1945 годах члены Республиканской партии участвовали в вооружённом сопротивлении немецкой оккупации Италии и режиму марионеточного государства Итальянская социальная республика. Так, в Риме и Лацио Браччаларге и Бардандзеллу создавали партизанские бригады имени Мадзини. В Эмилии-Романье, Пьемонте, Лигурии, Ломбардии и Венеции также создавались «бригады Мадзини», в частности в одной только Ломбардии были сформированы пять бригад.

### Первая итальянская республика (1946—1992)
После поражения режима Муссолини Республиканская партия возобновила свою легальную деятельность в Италии. 26—27 мая 1945 года состоялся съезд, на котором политическим секретарём партии был избран Паччиарди. На тот момент в партии было два основных течения. Паччиарди выступал за союз с социалистами и Партией действия, надеясь вместе с ними добиться отмены монархии, а Конти и Факкинетти были против сближения с Соцпартией из-за её близости к коммунистам. В конце концов ЦК партии решил участвовать в выборах в Учредительное собрание отдельно от других партий.
2 июня 1946 года Республиканская партия приняла участие в выборах в Учредительное собрание. Выступая со своими традиционными лозунгами, республиканцы набрали 1 003 007 голосов избирателей (4,37 %), получив 23 места, очень слабый результат по сравнению с христианскими демократами, социалистами и коммунистами. В тот же день прошёл конституционный референдум, на котором 54,27 % его участников высказались за отмену монархии в Италии, тем самым осуществив давнее требование республиканцев. В июле 1946 года республиканцы вошли во второй кабинет христианского демократа Альчиде де Гаспери.
В сентябре 1946 года с Республиканской партией объединилась левоцентристская партия Республиканская демократическая концентрация (англ. Concentrazione Democratica Repubblicana), возглавляемая известными политиками Уго Ла Мальфа и Ферруччо Парри, бывшими республиканцами. Вернулись в партию Оронцо Реале и Бруно Висентини, ранее ушедшие в либерально-социалистическую Партию действия.
В январе 1947 года состоялся XIX съезд партии, на который вновь столкнулись с друг другом сторонники и противники союза с социалистами. Хотя политическим секретарём был переизбран Паччиарди, всё же большинство оказалось на стороне Конти, решив прекратить сотрудничество с третьим правительством Де Гаспери, в состав которого входила Соцпартия и Компартия. Республиканец Карло Сфорца, на тот момент министр иностранных дел, сумел сохранить свой пост, что позволило ему от имени Италии подписать мирный договор со странами-участниками антигитлеровской коалиции. После исключение левых из правительства в мае 1947 года республиканцы вошли в четвёртое правительство Де Гаспери. Паччиарди, сохранив за собой пост политического секретаря партии, отказался, однако от министерского портфеля. Позже, когда социалисты сместились влево, ближе к коммунистам, он изменил своё мнение и согласился стать вице-премьером.
Во всеобщих выборах 1948 года Республиканская партия участвовала в качестве твёрдого союзника христианских демократов. Выборы для республиканцев оказались неудачными. За них проголосовали только 651 875 человек (2,48 %). Получив всего 9 мест в Палате депутатов, республиканцы всё же вошли в пятый кабинет Де Гаспери. Пост министра иностранных дел сохранил за собой Сфорца, занимавшийся вступлением Италии в «План Маршалла», НАТО, Совет Европы и Европейское объединение угля и стали. В конце 1940-х годов самой сильной фракцией в партией стали сторонники Ла Мальфы, который считал благоприятным вмешательство государства в экономику Политический секретариат партии в 1949 году возглавил Оронцо Реале, занимавший этот пост непрерывно до декабря 1963 года. Атлантизм Де Гаспери привёл к уходу в феврале 1950 года из Республиканской партии Конти. В конце 1952 года из-за разногласий по поводу изменения избирательной системы партию покидает группа левых диссидентов, основавших Союз республиканского возрождения (итал. l'Unione di Rinascita Repubblicana), в 1953 году к ним присоединяется Парри. В результате выборы 1953 года для республиканцев закончились худшим результатом в истории, за них отдали свои голоса всего 438 149 избирателей (1,62 %), что обеспечило партии всего 5 мест в Палате депутатов. После этого Республиканская партия почти 10 лет, вплоть до 1962 года, не участвовала в правительствах христианских демократов, хотя временами поддерживала их.
В марте 1960 года на XXVII съезде партии 58 % голосов получил Ла Мальфа и лишь 40 % делегатов поддержали Паччиарди, выступавшего за невмешательство государства в экономику. В 1962—1963 годах Ла Мальфа, будучи министром бюджета в четвёртом правительстве Аминтора Фанфани, добился создания Экономической плановой комиссии и боролся за национализацию электроэнергетики. В 1963 году Республиканская партия поддержала первый в истории послевоенной Италии левоцентристский кабинет во главе с Альдо Моро. Против этого выступил Паччиарди, за что был исключён и в 1964 году основал собственную партию, Демократический союз за новую Республику (итал. Unione Democratica per la Nuova Repubblica), занявшую более правые позиции и ориентировавшуюся на идеи французского президента Шарля Де Голля. Основными целями новой партии были превратить Италию в президентскую республику и ввести мажоритарную избирательную систему. Провалившись на выборах партия в 1974 году самораспустилась, а в 1981 году, после смерти Ла Мальфы, Паччиарди вернулся в ИРП.
В 1965 году Ла Мальфа был избран национальным секретарём партии и стал первым в Италии, кто предложил привязать рост заработной платы к росту производства и прибыли компаний, чтобы решить вопрос отраслевых и региональных диспропорций. Эта идея была реализована в 1993 году, после подписания договора между правительством, профсоюзами и организациями работодателей. Альянс с Христианско-демократической партией закончился в марте 1974 года из-за разногласий по бюджетной политике. Уже в ноябре того же года был сформирован двухпартийный кабинет ХДП и ИРП, получившее название правительство Моро—Ла Мальфы.
В 1976 году Итальянская республиканская партия вступила в Федерацию либеральных и демократических партий Европы, позднее преобразованную в европартию Альянс либералов и демократов за Европу.
В 1979 году седьмой президент Италии социалист Сандро Пертини предложил Ла Мальфа сформировать новое правительство. В случае успеха, лидер республиканцев мог стать первым в истории Итальянской Республики главой правительства не из числа христианских демократов. Попытка не удалась, а новое правительство возглавил Джулио Андреотти, назначивший Ла Мальфу своим заместителем. Через пять дней республиканский лидер скоропостижно скончался. В сентябре новым национальным секретарём партии стал Джованни Спадолини, а пост президента занял Бруно Висентини. Следующие двенадцать лет, сначала под руководством Спадолини а затем при сыне Ла Мальфы Джорджо, Республиканская партия постоянно входила в пятипартийную коалицию (итал. Pentapartito), объединявшую христианских демократов, социалистов, республиканцев, социал-демократов и либералов. Широкая коалиция правила Италией с 1981 по 1991 год. Первое пятипартийное правительство было сформировано 28 июня 1981 года. Возглавил его лидер Республиканской партии Спадолини, став первым в истории послевоенной Италии главой правительства не из Христианско-демократической партии.
Первый и второй кабинеты Спадолини просуществовали в общей сложности почти 1,5 года. За это время Спадолини добился запрета тайных лож, в том числе одиозной «Пропаганды № 2» (П2), которая, включая многих влиятельных политиков, крупных бизнесменов, высокопоставленных военных и полицейских, активно участвовала в политической жизни Италии и ряда других стран, за что её называли «государством в государстве» или «теневым правительством». В это же время было принято решение о банкротстве «Банко Амброзиано», связанного с ложей «П2». Второе правительство Спадолини пало в ноябре 1982 года в связи с борьбой между министром казначейства Беньямино Андреатта (ХДП) и министром финансов Рино Формика (Соцпартия), а также скандалом о причастности самого премьера к картельному сговору.
На всеобщих выборах 1983 года, благодаря так называемому «эффекту Спадолини» Республиканская партия показала свой лучший результат в истории, набрав 1 874 512 голосв (5,08 %), что позволило партии получить 29 мест в Палате депутатов. В некоторых крупных городах, таких как Турин республиканцы стали третьей по величине партией, уступив только ХДП и ИКП, опередив социалистов. Таким образом Республиканская партия стала третьей по количеству мандатов силой в пятипартийной коалиции, обогнав либералов. С 1983 по 1987 год Спадолини занимал в правительстве социалиста Беттино Кракси пост министра обороны. На выборах 1987 года республиканцы выступили хуже, получив на этот раз 1 428 663 голосов (3,70 %) и 21 депутатский мандат, сумев при этом остаться третьей партией правящей коалиции. 2 июля 1987 года Спадолини был избран председателем Сената Италии (пожизненным сенатором он стал ещё после отставки с поста премьера), а партию возглавил Джорджо Ла Мальфа.
В 1990 году был принят «закон Мамми», названный в честь республиканца Оскара Мамми, в то время министра почты и телекоммуникаций в шестом правительстве Джулио Андреотти. Это был первый в истории Италии всеобъемлющий закон, посвящённый регулированию деятельности СМИ и телерадиорекламы. Принятие закона привело к большому скандалу. Его авторов обвинили в предоставлении монополии на телевидение медиамагнату Сильвио Берлускони. Именно после этого скандала Республиканская партия вышла из пятипартийной коалиции, тем самым приведя её к распаду в 1991 году.

### Вторая итальянская республика (после 1992 года)
В начале 1990-х годов рухнула Первая итальянская республика. Именно тогда начались широкомасштабная борьба с политической коррупцией, вошедшая в историю как операция «Чистые руки». Результатом операции стала окончательная дискредитация всей политической системы страны, что привело к масштабным изменениям в законодательстве и устройстве правоохранительных органов, а также к изменениям избирательной системы и кризису традиционных политических партий, которым разочаровавшиеся избиратели отказали в поддержке.
Первое время антикоррупционное расследование ещё не оказывало серьёзное влияние на настроения избирателей. На выборах в апреле 1992 года республиканцы даже улучшили свои показатели, набрав 1 723 756 голосов (4,39 %) и получив 27 мест в Палате депутатов. Но после того как 2 сентября 1992 года политик-социалист Серджио Морони, обвиняемый в коррупции, покончил жизнь самоубийством, ситуация стала меняться. Самоубийца оставил предсмертное письмо, в котором признав себя виновным, обвинил в незаконном финансировании предвыборных кампаний все партии. После этого партии, ранее входившие в пятипартийную коалицию, в том числе и Республиканская, стали быстро терять членов и сторонников. 28 апреля 1993 года новым премьер-министром стал беспартийный Карло Чампи, бывший глава Национального банка, сформировавший правительство «Большой коалиции», которую поддержали шесть партий: Христианско-демократическая, Социалистическая, Республиканская, Либеральная, Демократическая социалистическая и Федерация зелёных.
В том же 1993 году началось расследование в отношении Ла Мальфы, которому пришлось уйти с поста секретаря партии. Республиканцев возглавил Джорджо Боги, который хотел заключить предвыборный союз с левоцентристской партией Демократический альянс (итал. Alleanza Democratica, AD), основанной в 1992 году бизнесменом и политиком Виллером Бордоном. Встретив сопротивление большинства республиканцев Боги уходит, а секретарём в январе 1994 года вновь становится Ла Мальфа. К этому времени Республиканская партия оказалась в глубоком кризисе, который привёл её к расколу. Лучана Сбарбати вместо со сторонниками вступил в Демократический альянс. Джорджо Боги, Джузеппе Айала и Либеро Гуальтьери 30 января 1994 года организовали левоцентристскую партию «Республиканская Левая» (итал. Sinistra Repubblica, SR). Некоторые республиканцы, в частности, Пьерджорджо Массидда, евродепутат Яс Гавронски, присоединились к правой партии «Вперёд, Италия», основанной в 1994 году Сильвио Берлускони. Оставшиеся республиканцы во главе с Джорджо Ла Мальфа присоединились к центристской коалиции «Пакт для Италии» (итал. Patto per l'Italia), в которую также вошли Итальянская народная партия (преемник христианских демократов), Пакт национального возрождения (основана бывшим христианским демократом Мариотто Сеньи) и Либерально-демократический союз (создан бывшим президентом Либеральной партии Валерио Дзаноне).
27 марта 1994 года в Италии состоялись новые выборы, прошедшие по смешанной системе. От Республиканской партии был избран только Карла Маззука по списку «Пакта для Италии». Несколько бывший членов партии были избраны в итальянский парламент от других партий. Например, Сбарбати выиграл мандат по списку Демократического альянса, а Массидда избрался от «Вперёд, Италия»..
После выборов исход республиканцев продолжился. Так, Гульельмо Кастаньетти, Луиджи Касеро, Денис Вердини, Альберто Зорзоли, Марио Песканте, стали членами партии Берлускони. В 1996 году Антонио Макканико вместе с мэром Катании Энцо Бьянко и некоторыми бывшими членами Республиканской партии и Демократического альянса создал социал-либеральную партию Демократический союз (итал. Unione Democratica, UD), позднее вошедшую в состав партии Романо Проди «Демократы». Другие, в том числе Стефано Пассильи, Джузеппе Айала, Андреа Манцелла и Адольфо Батталья, вступили в 1998 году в партию «Левые демократы». Всё же несмотря на все трудности Джорджо Ла Мальфе удалось сохранить Итальянскую республиканскую партию, которая таким образом стала единственной партией пережившей падение Первой республики и действующей в
XXI веке. В июне того года Республиканская партия самостоятельно участвует в Евровыборах и хотя набрала всего 0,7 % голосов, этого хватило для избрания Ла Мальфы в Европарламент.
В 1995 году Республиканская партия вошла в левоцентристскую коалицию Романо Проди «Оливковое дерево». На выборах 1996 года от республиканцев были избраны два человека в Палату депутатов (Джорджо Ла Мальфа и вернувшийся к тому времени Лучана Сбарбати) и двое в Сенат (Антонио Дува и Стелио Де Каролис). Вскоре после выборов Дува и Де Каролис перешли в партию «Левые демократов», зато к республиканцам присоединились три депутата избранные от других партий: Джанантонио Мадзоки и Джованни Маронгиу (бывшие члены «Левых демократов») и Луиджи Негри (бывший член Лиги Севера и «Вперёд, Италия»). Республиканцы вскоре разочаровались деятельностью левоцентристского правительства и перешли в лагерь критических сторонников первого кабинета Проди, став частью центристского парламентского союза «Клевер» (итал. Il Trifoglio), также включавшего «Итальянских демократических социалистов» Энрико Боселли и либерально-христианско-демократический «Союз за Республику» Франческо Коссиги. В то же время, группа бывших республиканцев во главе с Армандо Корона, покинув партию из-за несогласия с союзом с Проди, основали правоцентристскую партию «Республиканское единство» (итал. Unità Repubblicana).
В европейских выборах 1999 года Республиканская партия участвовала в союзе с Федерацией либералов (итал. Federazione dei Liberali, преемник Либеральной партии), получив 0,54 % голосов и один мандат для Лучана Сбарбати.
В январе 2001 года в Бари прошёл XLII съезд Республиканской партии, на котором большинство высказалось за вхождение в правоцентристскую коалицию. Это решение привёло к выходу из партии двух левых групп. Лучана Сбарбати, которого поддержали 5 % делегатов, во второй раз вышел из ИРП и создал социал-либеральное Европейское республиканское движение (итал. Movimento Repubblicani Europei), а Джузеппе Оссорио основал либеральную партию «Демократические республиканцы» (итал. Repubblicani Democratici, RD). Зато в Республиканскую партию вернулись правоцентристы из «Республиканского единства». На выборы 2001 года республиканцы пошли в составе правоцентристской коалиции Сильвио Берлускони «Дом свобод». В результате в Палату депутатов был избран лидер партии Джорджо Ла Мальфа, а в Сенат прошёл республиканец Антонио дель Пеннино. Кроме того, Ла Мальфа был назначен министром по делам Европы в третьем кабинете Берлускони.
6 октября 2001 года Джорджио Ла Мальфа оставил пост секретаря партии, став её президентом. Новым национальным секретарём был избран Франческо Нукара. В октябре 2002 года XLIII съезд в Фьюджи подтверждает союз с Берлускони. В апреле 2005 года Ла Мальфа назначается министром по связям с Евросоюзом, а Нукара первым вице-министром охраны окружающей среды в третьем правительстве Берлускони. В 2006 году Республиканская партия в Римском суде добивается запрета для Европейского республиканского движения и «Демократических республиканцев» использовать символ республиканцев — лист плюща — и слова Repubblicani в название, закрепив таким образом эксклюзивное право на них за партией.
На всеобщих выборах 2006 года Нукара и Ла Мальфа были переизбраны в Палату депутатов по списку «Вперёд, Италия». В Сенат партия в некоторых регионах пошла самостоятельно, при этом дель Пеннино был переизбран сенатором в Ломбардии от партии Берлускони. На конституционном референдуме в июне 2006 года национальное руководство Республиканское партии решило следовать примеру «Дома свобод» и голосовать за конституционную реформу, в то же время Джорджо Ла Мальфа ушёл в отставку с поста президента партии, оставив свободу выбора для своих сторонников.
16 марта 2007 года в Палате депутатов создаётся смешанная группа республиканцев, либералов и реформаторов, в которую вошли Ла Мальфа и Нукара, а 18 марта Республиканская и возрождённая Итальянская либеральная партия, обе являвшиеся членами Европейской либерально-демократической и реформистской партии, решили выдвинуть на предстоящих выборах совместные списки. Впоследствии это решение было подтверждено съездами обеих партий. 30 марта—1 апреля 2007 года в Риме состоялся XLV съезд республиканцев.
На досрочных выборах 2008 года Республиканская партия вновь смогла провести в Палату двоих депутатов. Нукара и Ла Мальфа были избраны по списку новой партии Берлускони «Народ свободы». После изменения закона о выборах и установления четырёхпроцентного заградительного барьера на выборах в Европарламент Республиканская партия и Европейское республиканское движение нашли почву для примирения. Во время III съезда партии Сбарбати в феврале 2009 года, обе партии подписали совместную декларацию, согласно которой обязались объединить свои силы в парламенте по некоторым ключевым вопросам, таким как гражданские свободы и свобода научных исследований. В октябре был образован совместный комитет для того, чтобы разработать соглашение о воссоединении. В феврале 2011 года к Республиканской партии присоединились Европейское республиканское движение и «Демократические республиканцы».
В декабре 2010 года Ла Мальфа вопреки указанию секретаря проголосовал против правительства Берлускони и был исключён из партии. Кроме того, тогда же Ла Мальфа и Сбарбати приняли участие в создании правоцентристской коалиции «Новый полюс для Италии» (итал. Nuovo Polo per l'Italia , NPI), объединившую как бывших сторонники Берлускони, так и разочарованных сторонников Проди. В мае 2011 года Совет арбитров подтвердил решение об исключении Ла Мальфы из партии.
В 2010 году Итальянская республиканская партия вышла из состава европартии Альянс либералов и демократов за Европу.
В июне 2011 года республиканец Антонио дель Пеннино, не прошедший в 2008 году в Сенат по списку «Народа свободы», вернулся в Сенат после смерти сенатора от партии Берлускони. В январе 2012 года бывший республиканец Джузеппе Оссорио заменил в Палате депутатов выбывшего депутата от «Демократов» и тут же объявил о возвращении в Республиканскую партию.
На всеобщие выборы 2013 года Республиканская партия выставила своих кандидатов только в регионах Эмилия-Романья и Сицилия. Одновременно республиканцы призвали своих сторонников в других регионах голосовать за список центристской коалиции «Монти для Италии» на выборах в Сенат и за список центристской коалиции Союз Центра на выборах в Палату депутатов. Результатом стало серьёзное поражение. Партия получила 8476 голосов (0,02 %) в целом по стране, на выборах в Сенат за республиканцев проголосовали 0,1 % избирателей в Сицилии и 0,24 % в Эмилии-Романье.

## Результаты выборов
Лазурным цветом выделены выборы в Палату депутатов Итальянского королевства, светло-жёлтым — выборы в Учредительное Собрание Италии, светло-синим — выборы в Европейский парламент.
| Год   | Список                          | Голоса                 | %         | Места |    |
| ----- | ------------------------------- | ---------------------- | --------- | ----- | -- |
| 1897  | Республиканцы                   | —                      | 4,92      | 25    |    |
| 1900  | Республиканцы                   | —                      | 5,71      | 29    |    |
| 1904  | Республиканцы                   | —                      | 4,72      | 24    |    |
| 1909  | Республиканцы                   | —                      | 4,72      | 24    |    |
| 1913  | Республиканцы                   | —                      | 3,5       | 17    |    |
| 1919  | Республиканцы                   | 53 197                 | 0,9       | 4     |    |
| 1921  | Республиканцы                   | 120 000                | 1,9       | 6     |    |
| 1924  | Республиканцы                   | 133 714                | 1,9       | 7     |    |
| 1946  | Республиканцы                   | 1 003 007              | 4,4       | 23    |    |
| 1948  | Палата                          | Республиканцы          | 652 477   | 2,5   | 9  |
| Сенат | Республиканцы                   | 605 192                | 2,6       | 8     |    |
| 1953  | Палата                          | Республиканцы          | 437 988   | 1,6   | 5  |
| Сенат | Республиканцы                   | 261 713                | 1,1       | 0     |    |
| 1958  | Палата                          | Республиканцы Радикалы | 405 574   | 1,4   | 6  |
| Сенат | Республиканцы Радикалы          | 367 340                | 1,4       | 0     |    |
| 1963  | Палата                          | Республиканцы          | 420 419   | 1,4   | 6  |
| Сенат | Республиканцы                   | 231 599                | 0,8       | 0     |    |
| 1968  | Палата                          | Республиканцы          | 626 567   | 2,0   | 9  |
| Сенат | Республиканцы                   | 622 420                | 2,2       | 2     |    |
| 1972  | Палата                          | Республиканцы          | 954 597   | 2,9   | 15 |
| Сенат | Республиканцы                   | 918 397                | 3,1       | 15    |    |
| 1976  | Палата                          | Республиканцы          | 1 134 936 | 3,0   | 14 |
| Сенат | Республиканцы                   | 846 415                | 2,7       | 6     |    |
| 1979  | Палата                          | Республиканцы          | 1 110 209 | 3,0   | 16 |
| Сенат | Республиканцы                   | 1 053 251              | 3,4       | 6     |    |
| 1979  | Республиканцы                   | 895 558                | 2,6       | 2     |    |
| 1983  | Палата                          | Республиканцы          | 1 874 512 | 5,1   | 29 |
| Сенат | Республиканцы                   | 1 452 279              | 4,7       | 10    |    |
| 1984  | Республиканцы Либералы          | 2 136 075              | 6,1       | 3     |    |
| 1987  | Палата                          | Республиканцы          | 1 429 628 | 3,7   | 21 |
| Сенат | Республиканцы                   | 1 248 641              | 3,9       | 8     |    |
| 1989  | Республиканцы ИЛП Федералисты   | 1 533 053              | 4,4       | 3     |    |
| 1992  | Палата                          | Республиканцы          | 1 722 465 | 4,4   | 27 |
| Сенат | Республиканцы                   | 1 565 142              | 4,7       | 10    |    |
| 1994  | Палата                          | «Пакт для Италии»      | —         | —     | 8  |
| Сенат | «Пакт для Италии»               | —                      | —         | 7     |    |
| 1994  | Республиканцы                   | 223 099                | 0,7       | 1     |    |
| 1996  | Палата                          | «Народ за Проди»       | —         | —     | 2  |
| Сенат | «Олива»                         | —                      | —         | 2     |    |
| 1999  | Республиканцы Либералы          | 168 620                | 0,5       | 1     |    |
| 2001  | Палата                          | «Вперёд, Италия»       | —         | —     | 1  |
| Сенат | «Дом свобод»                    | —                      | —         | 1     |    |
| 2004  | Республиканцы «Либералы Сгарби» | 232 799                | 0,7       | 0     |    |
| 2006  | Палата                          | «Вперёд, Италия»       | —         | —     | 2  |
| Сенат | Республиканцы «Вперёд, Италия»  | 45 098                 | 0,13      | 1     |    |
| 2008  | Палата                          | «Народ свободы»        | —         | —     | 2  |
| Сенат | «Народ свободы»                 | —                      | —         | 0     |    |
| 2013  | Палата                          | Республиканцы          | 7143      | 0,02  | 0  |
| Сенат | Республиканцы                   | 8476                   | 0,02      | 0     |    |

1. ↑  Приблизительно
2. ↑  К четырём сенаторам, избранным по спискам ИРП, были добавлены ещё 4 республиканца, избранных в Северной Италии по совместным спискам с блоком «Социалистическое единство»
3. ↑  Только в некоторых регионах
4. ↑  Всего по списку было избрано 5 человек, в том числе двое от Либеральной партии
5. ↑  Всего по списку было избрано 4 человека, в том числе один от Радикальной партии
6. ↑  Только в некоторых регионах
7. ↑  Избран по списку «Вперёд, Италия»
8. ↑  15 июня 2011 года Антонио дель Пеннино стал сенатором вместо умершего Романо Коминчоли
9. ↑  Только в Эмилии-Романья и Сицилии

## Избиратели
На протяжении всей истории Королевства Италии республиканцы, как и их союзники по «Крайне левой» радикалы, пользовались поддержкой в основном в Северной и Центральной Италии, особенно среди сельских рабочих Романьи, Марке и в окрестностях Рима. В 1890-х годах республиканцам пришлось столкнуться с серьёзной конкуренцией со стороны только что образованной Итальянской социалистической партии в одномандатным округам Эмилии-Романьи, где обе партии были наиболее сильны. Тем не менее, на всеобщих выборов 1900 года Республиканская партия набрала 79 127 голосов (6,2 %), что позволило партии получить 29 мест в Палате депутатов, на 4 больше чем на предыдущих выборах. Наиболее активно за республиканцев голосовали в Апулии (7,2 %), Ломбардии (7,3 %), Эмилии-Романьи и Умбрии (по 9,6 %), а наивысший результат был достигнут в Марке (15,0 %). При этом в Романье и Северной Марке республиканцы имели поддержку более 40 % избирателей, регулярно побеждая в местных одномандатных округах. Неслучайно партия потеряла много мест, когда в 1919 году было введено пропорциональное представительство.
На всеобщих выборов 1946 года, первых после Второй мировой войны, несмотря на конкуренцию со стороны близкой по взглядам Партии действия, которая имела аналогичную электоральную базу, Республиканская партия получила 1 003 007 голосов (4,36 %) и 23 мандата. Больше всего голосов республиканцы получили в своих традиционных регионах: около 21 % в Романье (в том числе 32,5 % в Форли и 37,3 % в Равенне), 16,4 % в Марке (в том числе 26,6 % в Анконе и 32,9 % в Ези), 15,2 % в Лацио и 11,0 % в Умбрии. Однако из-за союза с Христианско-демократической партией и роста популярности коммунистов республиканцы начали терять свои позиции в этих областях. На парламентских выборах с 1948 по 1968 годы партия набирала от 1,4 % до 2,48 % голосов.
С 1970 года под руководством Джованни Спадолини республиканцы переориентировались с рабочих на образованных избирателей среднего класса, что с одной стороны уменьшило их поддержку в традиционных оплотах, но зато увеличило их рейтинг в других местах, в частности, в Пьемонте, Ломбардии и Лигурии, где они стали сильным конкурентом Итальянской либеральной партии, избиратели которой традиционно состояли из предпринимателей и профессионалов. Благодаря этому партия смогла улучшить свои электоральные результаты. Пик пришёлся на всеобщие выборы 1983 года, когда за республиканцев отдали свои голоса 1 874 512 избирателей (5,1 %), что обеспечило ей 29 мест в Палате депутатов. В результате выросшего влияния партии её лидер Спадолини стал единственным в истории Италии республиканским премьер-министром. Наилучших результатов республиканцы добились в Пьемонте (7,7 %, в том числе 10,3 % в Турине и 12,8 % в Кунео) и Ломбардии (6,9 %, в том числе 12,3 % в Милане). В прежних своих оплотах партия выступила средне, хотя и добилась высоких результатов в отдельных провинциях. Так, в Эмилии-Романье республиканцы в целом получили 5,1 % голосов, а в провинции Форли-Чезена — 11,3 %. В Марке республиканцы набрали 4,7 %, в то время как в провинции Равенна за них проголосовали 13,9 %. В целом, в период с 1972 по 1987 годы за Республиканскую партию голосовали от 2,9 % до 5,1 % избирателей.
На всеобщих выборах 1992 года, последних перед крушением Первой республики, Республиканская партия набрала 1 723 756 голосов (4,5 %), что обеспечило партии 27 мест в Палате депутатов, при чём был отмечен рост поддержки на Юге. Во Второй Республике поддержка республиканцев значительно сократилась. Теперь оплоты Республиканской партии остались только в Романье, Калабрии и на Сицилии. На выборах в Европарламент 2004 года республиканцы, выступая в союзе с либеральным реформистом Витторио Сгарби, набрали 0,72 %, в то время в Калабрии они получила 3,8 % голосов. В Романье в союзе с левоцентристами партия получила на провинциальных выборах в Форли-Чезена в 2004 году 4,2 % голосов, а в 2006 году в Равенне за республиканцев проголосовали 3,8 % на провинциальных выборах и 6,1 % на муниципальных. В Мессине на провинциальных выборах 2008 года за Республиканскую партию отдали свои голоса 9,4 % избирателей. На местных выборах 2011 года партия получила 3,1 % в городе Равенна и 5,1 % в провинции Равенна, 3,1 % в Реджио-Калабрия и 4,1 % в провинции, 5,49 % в коммуне Чезенатико и 7,63 % в городе Террачина. На муниципальных выборах 2012 года в Бриндизи Республиканская партия получила 6,5 %.

## Руководство

### Политические (национальные) секретари
- ноябрь 1895—май 1897 — Джузеппе Гауденци
- май 1897—май 1898 — Джиованбаттиста Пиролини
- сентябрь 1898—сентябрь 1899 — Джузеппе Гауденци
- сентябрь 1899—апрель 1900 — Урбано Урбани
- апрель—октябрь 1900 — Джиованбаттиста Босдари
- ноябрь 1900—октябрь 1902 — Еудженио Кьеза
- октябрь 1902—октябрь 1903 — Умберто Серпьери
- октябрь 1903—март 1907 — Карло Альберто Гуиззарди
- март 1907—май 1908 — коллегиальный секретариат:
  - Марио Аллиатас
  - Бартоломео Филиппери
  - Карло Альберто Гуиззарди
- май—июнь 1908 — коллегиальный секретариат:
  - Марио Аллиатас
  - Еудженио Кьеза
  - Карло Альберто Гуиззарди
  - Карло Куартиерони
  - Филомено Филони
- июнь 1908—апрель 1910 — Умберто Серпьери
- апрель 1910—май 1912 — Отелло Мазини
- июль 1912—июль 1916 — Оливьеро Цуккарини
- июль 1916—июнь 1919 — Армандо Казалини
- июнь—декабрь 1919 — коллегиальный секретариат:
  - Карло Бацци
  - Армандо Казалини
  - Оливьеро Цуккарини
- декабрь 1919—апрель 1920 — коллегиальный секретариат:
  - Армандо Казалини
  - Марио Джибелли
  - Джузеппе Гауденци
- апрель 1920—ноябрь 1922 — Фернандо Скиаветти
- декабрь 1922—май 1925 — Джузеппе Гауденци
- май 1925—июнь 1928 — Марио Бергамо
- июнь 1928—март 1932 — Киприано Факкинетти
- март 1932—апрель 1933 — Раффаэле Россетти
- апрель 1933—март 1934 — Рандольфо Паччиарди
- март 1934—февраль 1935 — Джузеппе Кьостерджи
- февраль 1935—июль 1936 — коллегиальный секретариат:
  - Марио Анджелони
  - Киприано Факкинетти
- июль 1936—апрель 1938 — Киприано Факкинетти
- апрель—июль 1938 — Оттавио Аббати
- июль 1938—январь 1942 — коллегиальный секретариат:
  - Рандольфо Паччиарди
  - Киприано Факкинетти
- октябрь 1942—июль 1943 — Марио Каррара (секретарь Федерации республиканцев Америк)
- июль 1943—апрель 1945 —
  - Джованни Конти (освобождённые территории)
  - Умберто Пагани (оккупированные территории)
- май 1945—сентябрь 1946 — Рандольфо Паччиарди
- октябрь 1946—январь 1947 — Джулио Андреа Беллони
- январь—декабрь 1947 — Рандольфо Паччиарди
- декабрь 1947—январь 1948 — коллегиальный секретариат:
  - Джулио Андреа Беллони
  - Уго Ла Мальфа
  - Оронцо Реале
- январь—май 1948 — коллегиальный секретариат:
  - Джулио Андреа Беллони
  - Джузеппе Кьостерджи
  - Амедео Соммовиго
- май 1948—февраль 1949 — коллегиальный секретариат:
  - Джованни Паскуалини
  - Франко Симончини
  - Амедео Соммовиго
- февраль 1949—май 1950 — коллегиальный секретариат:
  - Оронцо Реале
  - Франко Симончини
  - Амедео Соммовиго
- май 1950—декабрь 1963 — Оронцо Реале
- январь 1964—март 1965 — коллегиальный секретариат:
  - Оддо Бьязини
  - Клаудио Салмони
  - Эмануэле Террана
- апрель 1965—февраль 1975 — Уго Ла Мальфа
- март 1975—сентябрь 1979 — Оддо Бьязини
- сентябрь 1979—сентябрь 1987 — Джованни Спадолини
- сентябрь 1987—февраль 1993 — Джорджо Ла Мальфа
- февраль 1993—январь 1994 — Джорджо Боги
- февраль 1994—октябрь 2001 — Джорджо Ла Мальфа
- с октября 2001 года—по наст. время — Франческо Нукара

### Президенты
- 1965—1975 — Оронцо Реале
- 1975—1979 — Уго Ла Мальфа
- 1979—1992 — Бруно Висентини
- 1995—2000 — Гульельмо Негри
- 2001—2006 — Джорджо Ла Мальфа

### Партийный лидер вПалате Депутатов
- 1946—1947 — Рандольфо Паччиарди
- 1947 — Киприано Факкинетти
- 1947—1948 — Чино Макрелли
- 1948—1953 — неизвестно
- 1953—1962 — Чино Макрелли
- 1962—1963 — Оронцо Реале
- 1963—1973 — Уго Ла Мальфа
- 1973—1974 — Оронцо Реале
- 1974—1979 — Оддо Бьязини
- 1979—1981 — Оскар Мамми
- 1981—1987 — Адольфо Батталья
- 1987—1993 — Антонио дель Пеннино
- 1993 — Джузеппе Галассо
- 1993—1994 — Альфредо Бьянкини
- 1994—2001 — Лучана Сбарбати
- 2001—2006 — Джорджо Ла Мальфа
- 2006—2013 — Франческо Нукара

## Известные члены
- Джованни Бовио (один из отцов-основателей итальянского республиканизма и Республиканской партии, систематизатор идеология республиканцев, один из первых депутатов-республиканцев)
- Наполеоне Колаянни (один из создателей партии, лидер республиканцев в парламенте, прославился разоблачением аферы в Римском банке и расследованием поражения в Эритрее)
- Джузеппе Гауденци (первый национальный секретарь партии, основатель газеты «Мысль романьоло», официального печатного органа партии
- Сальваторе Барзилай (один из создателей партии, первый республиканец ставший министром; министр без портфеля для освобождённых территорий, 1915—1916)
- Убальдо Командини (министр без портфеля пропаганды войны, 1916—1917; генеральный комиссар пропаганды и содействия войны, 1918—1919)
- Чино Макрелли (участник антифашистского сопротивления; министр без портфеля по связям с Учредительным собранием, 1946—1947; лидер партийной фракции в Палате депутатов, 1947—1948, 1953—1962; министр торгового флота, 1962; вице-президент Палаты депутатов)
- Киприано Факкинетти (министр обороны, 1946—1948; президент информационного агентства ANSA)
- Карло Сфорца (министр иностранных дел, 1920—1921, 1947—1951; президент Национального совета (переходный парламент), 1945—1946; министр без портфеля по европейским делам, 1951—1952)
- Джованни Конти (основатель газеты «Республиканский голос», до сих пор являющейся печатным органом партии; вице-президент Учредительного собрания)
- Рандольфо Паччиарди (вице-премьер, 1947—1948; министр обороны, 1948—1953;
- Уго Ла Мальфа (лидер партийной фракции в Палате депутатов, 1963—1973; секретарь партии, 1965—1975; президент партии, 1975—1979; министр транспорта, 1945; министр внешней торговли, 1951—1953; министр бюджета и экономического планирования, 1962—1963; министр финансов, 1973—1974; вице-премьер, 1974—1976)
- Оронцо Реале (секретарь партии, 1949—1963; президент партии, 1965—1975; министр юстиции, 1963—1968, 1970—1972, 1974—1976; министр финансов, 1968—1969, член Конституционного суда)
- Бруно Висентини (президент партии, 1979—1992; министр финансов, 1974—1976, 1983—1987; министр бюджета и экономического планирования, 1979)
- Пьетро Букалосси (хирург-онколог с мировым именем, министр общественных работ, 1974—1976; вице-президент Палаты депутатов, 1976—1979)
- Джованни Спадолини (секретарь партии, 1979—1987; первый в истории Италии министр культурного и экологического наследия, 1974—1976; первый в истории Италии министр образования не из ХДП, 1979; первый в истории Италии премьер-министр не из числа христианских демократов, 1981—1982; министр обороны, 1983—1987; председатель Сената, 1987—1994; председатель совета директоров Университета Боккони в Милане, 1976—1994; президент Итальянского института исторических исследований)
- Джорджо Ла Мальфа (сын Уго Ла Мальфа; секретарь партии 1987—1993, 1994—2001; президент партии и лидер фракции, 2001—2006; министр бюджета и экономического планирования, 1980—1982; государственный министр по европейским делам, 2005—2006)
- Франческо Компанья (министр общественных работ, 1980—1981)
- Оддо Бьязини (лидер фракции, 1974—1979; секретарь партии 1975—1979; министр культуры и охраны окружающей среды, 1980—1981;
- Оскар Мамми (министр без портфеля по связям с парламентом, 1983—1987; министр почты и телекоммуникаций, 1987—1991)
- Аристид Гунелли (государственный министр по региональным вопросам и институциональным проблемам, 1987—1988)
- Адольфо Батталья (министр промышленности, 1987—1991
- Антонио Макканико (государственный министр по региональным вопросам и институциональным проблемам, 1988—1991)